# 유리스 베르진시
유리스 베르진시(라트비아어: Juris Bērziņš, 1954년 3월 8일 ~ )는 라트비아의 전직 조정 선수로 1980년 하계 올림픽에 출전했다.
그는 1980년 올림픽 유타 포어에서 은메달을 획득했다. 그는 세계 선수권 대회에서 여러개의 메달을 땄다.